# Anthony Laciura
Anthony Laciura (27 de septiembre de 1951) es un tenor de ópera y actor estadounidense. Se destaca por sus habilidades como comprimario. Nació en Nueva Orleans donde comenzó a estudiar canto. 
De niño, debutó como soprano en la ópera con un pequeño papel en Louise, en marzo de 1965, en la Asociación de Ópera de Nueva Orleans, junto a Dorothy Kirsten y Norman Treigle. Ya como adulto, continuaría actuando en la misma compañía de teatro y conseguiría títulos en música en la Universidad Loyola Nueva Orleans y en la Universidad Tulane.
En la noche de estreno de la temporada 1982-83, debutó como tenor con la Metropolitan Opera House, donde ha actuado más de 800 veces. Ese primer papel fue el de Major-domo en Der Rosenkavalier, junto a Kiri Te Kanawa. De hecho, esa producción fue televisada, al igual que otras de las obras donde trabajó, como La forza del destino (1984), Francesca da Rimini (con Renata Scotto y Plácido Domingo; 1984), Tosca (1985), Le nozze di Figaro (con Ruggero Raimondi y producida por Jean-Pierre Ponnelle; 1985), Die Fledermaus (1987), Carmen (una producción de Peter Hall; 1987), Turandot (dirigida por James Levine; 1987), Les contes d'Hoffmann (1988), Ariadne auf Naxos (con Jessye Norman; 1988), La fanciulla del West (1992), Falstaff (con Paul Plishka, Mirella Freni y Marilyn Horne; 1992), I lombardi alla prima crociata (con Luciano Pavarotti; 1993), Billy Budd (1997), Le nozze di Figaro (1998), Wozzeck (2001) y The Gambler (2008). Varias de estas producciones ha sido editadas en DVD.
Ha trabajado en teatros de Génova, Ámsterdam, Montreal, Ciudad de México, Tokio, San Francisco, Los Ángeles, Chicago y, especialmente, Santa Fe. También ha trabajado como director.
Entre 2010 y 2013, Laciura interpretó a Eddie Kessler durante cuatro temporadas de Boardwalk Empire. En un principio, los productores de la serie lo querían para interpretar al gánster "Big Jim" Colosimo, pero finalmente interpretaría al fiel acompañante de Nucky Thompson (Steve Buscemi). El creador, Terence Winter, comentó: "Estabamos buscando a alguien que pudiese hablar con un convincente acento alemán y me sorprendí cuando supe que Anthony en realidad es italestadounidense y no habla nada de alemán". Uno de los encargados del casting le preguntó: "Sr. Laciura, ¿de que parte de Alemania es usted?", Laciura contestó cambiando de acento abruptamente: "del sur del Bronx".